# 673 هـ
673 هـ هي سنة في التقويم الهجري امتَدت مقابلةً في التقويم الميلادي بين سنتي 1274 و1275.

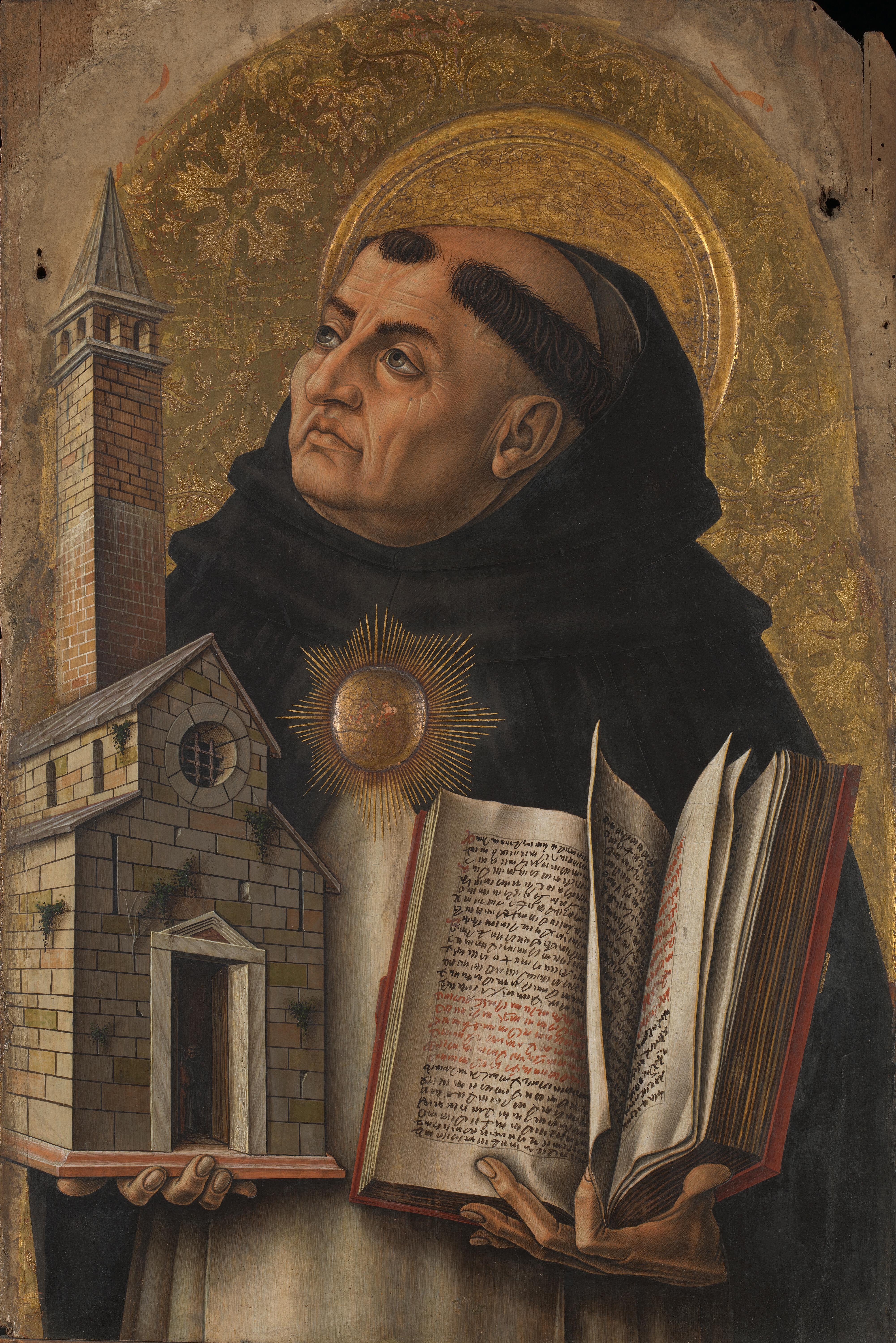
توما الأكويني

## مواليد
- الذهبي
- أوحدي المراغي
- ابن الجياب الغرناطي
- ابن جابر الوادي آشي

## وفيات
- ابن بزيزة
- توما الأكويني